# Nachal
Nachal neboli akronym No'ar Chaluci Lochem (hebrejsky: נח"ל neboli נוער חלוצי לוחם, doslova „Bojující průkopnická mládež“, nyní též חטיבת הנח"ל- „Brigáda Nachal“, anglicky: Nahal neboli No'ar Halutzi Lohem) je pěchotní brigáda izraelské armády, spadající pod její pěchotní sbor. Původně šlo o vojenské síly, které kombinovaly vojenskou službu a zřizování zemědělských sídel v odlehlých a těžko obhospodařovatelných regionech Izraele.

## Dějiny
V roce 1948 napsala skupina zemědělských osadníků premiérovi Davidu Ben Gurionovi, že by ráda absolvovala vojenskou základní službu pohromadě, jako kolektiv. Ben Gurion pak na základě této žádosti vytvořil zvláštní jednotky Nachal, které kombinovaly vojenskou službu a zemědělství. Jednotky Nachal vznikly v roce 1950. Vojáci z Nachal stáli za vznikem minimálně 108 izraelských vesnic v Galileji, v Negevu, po roce 1967 i na okupovaných územích (Golanské výšiny, Západní břeh Jordánu nebo Sinaj). Do oddílů Nachal byli od počátku přijímáni chlapci i dívky.

## Fungování do 80. let 20. století
Proces rekrutování do jednotek Nachal byl napojen na mládežnické organizace typu Gadna (obdoba skautského hnutí). Již na střední škole se mohla skupina žáků prohlásit za osadnické jádro (takzvaní Gar'in neboli גרעין) a slavnostně vstoupili do jednotek Nachal. Skupina si pak vytyčila nějaký osidlovací cíl (založení nové vesnice nebo posílení stávající vesnice). Nejdříve prošla vojenským a agronomickým školením a pak začala plnit svůj cíl, přičemž velká část z členů Nachal trvale zůstávala obyvateli nově založené osady i po skončení základní vojenské služby. Konečným cílem bylo postupně docílit převod osady typu Nachal na ryze civilní sídlo. Kombinace zemědělského a vojenského výcviku byla nutná, protože nově zakládané osady typu Nachal se před rokem 1967 nacházely často v pohraničních oblastech, s vysokým výskytem infiltrace fedajínů, tedy arabských záškodníků. Podobným bezpečnostním rizikům byli vystaveni osadníci jednotek Nachal i v sídlech zakládaných po roce 1967 na Západním břehu Jordánu a jinde. Členové jednotlivých osadnických skupin Nachal spolu zároveň působili v bojových jednotkách (například paradesantní prapor Nachal Mucnach) a byli nasazeni ve válkách jako Suezská krize v roce 1956 nebo Šestidenní válka v roce 1967, během které se vojáci z Nachal podíleli na dobytí Jeruzalému. V roce 1984 obdržely jednotky Nachal Izraelskou cenu za přínos k státu Izrael.

## Fungování od 80. let 20. století
Od 80. let 20. století se jednotky Nachal proměňují v standardní součást izraelské armády. V roce 1982 v době První libanonské války začaly oddíly Nachal přijímat i zájemce, kteří nebyli členy osadnických skupin Gar'in. Armáda v té době totiž čelila nedostatku lidských zdrojů v pěchotních jednotkách, protože členů Gar'in ubývalo. Zpočátku se takto muselo doplnit 20 % početního stavu jednotek Nachal, ale v roce 1992 už 30 % a koncem 90. let 20. století se již většina členů Nachal rekrutovala mimo osadnické skupiny. Zemědělský a osadnický aspekt činnosti Nachal zároveň upadal. V roce 1997 měly jednotky na starost už jen 3 zemědělské osady. Jednotky Nachal se v té době staly převážně bojovou brigádou, která si uchovává jen některé formální znaky původní organizace (emblém s vyobrazením meče a srpu). Původní vojensko-zemědělská příprava je v současnosti jen menšinovým kurzem, který jednotky Nachal svým rekrutům nabízí.

## Současná organizační struktura

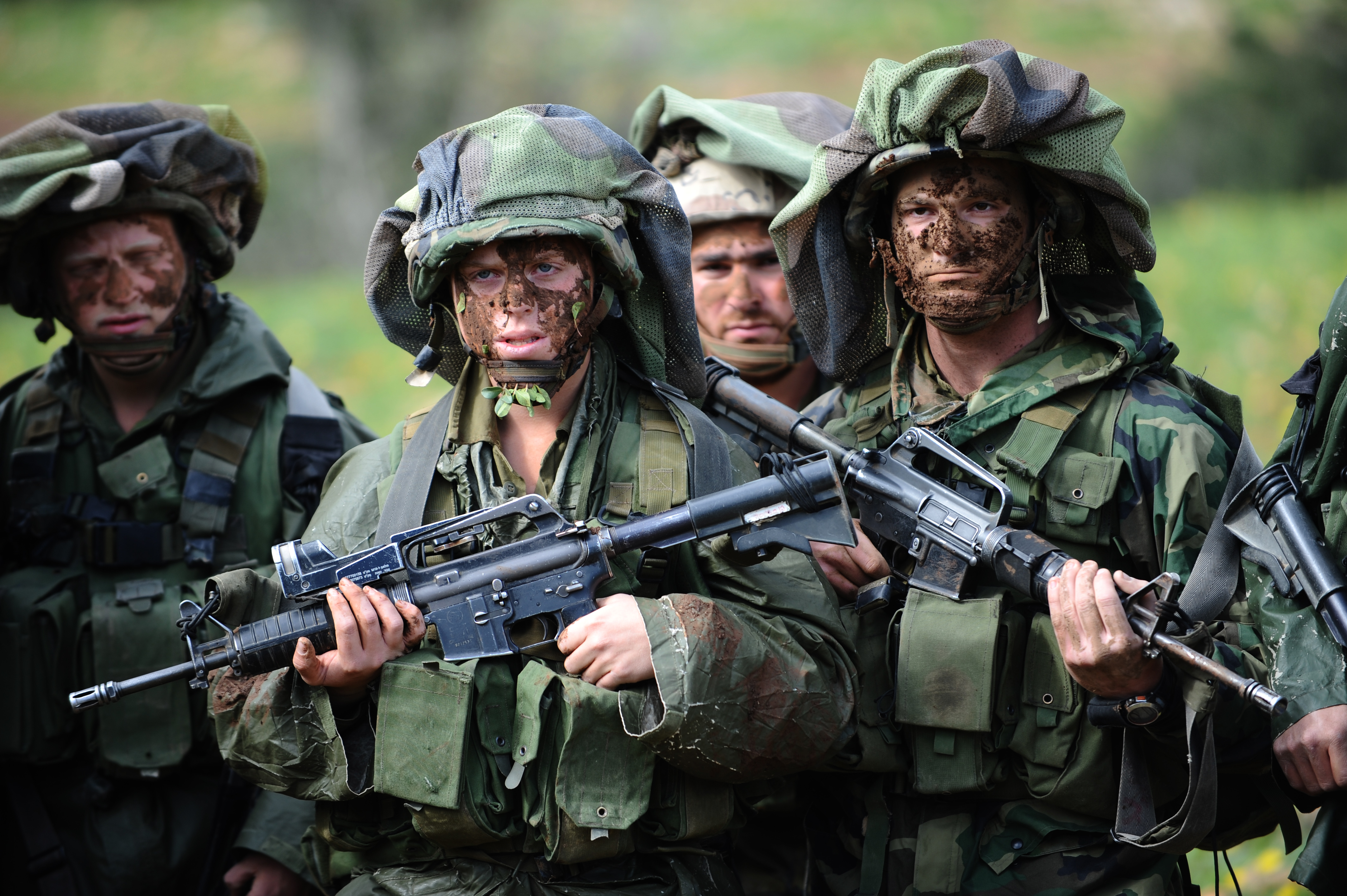
Maskovaní příslušníci brigády Nachal během cvičení

Brigáda Nachal byla založená v důsledku výše popsané proměny původních jednotek Nachal v roce 1982. Je tvořena 4 prapory. 50. prapor je původním paradesantním praporem Nachal Mucnach, který dal brigádě její jméno a propojuje ji volně s tradicí původních oddílů Nachal. K němu v rámci zvyšování početních stavů přibyly 931. prapor a 932. prapor, jejichž vojáci se neliší od jiných pěchotních brigád jako Brigáda Golani, Brigáda Givati, Brigáda Kfir a Brigáda výsadkářů. 50. prapor je ze dvou třetin stále tvořen osadnickými skupinami Gar'in, kteří rok před začátkem základní vojenské služby působí jako dobrovolníci (často v chudších a problémových obcích), pak rok a půl prodělávají standardní vojenský výcvik, další rok opět vykonávají dobrovolnické úkoly a 10 měsíců vojenskou bojovou činnost. Zbylá třetina praporu je tvořena mládeží zemědělského původu z kibuců a mošavů (Bnej Mešakim le-Pikud, takzvaní "Miškonim"), kteří procházejí předběžnou selekcí a procházejí pak výcvikem na velicí vojenské kádry. Miškonim jsou považováni za jednu z nejkvalitnějších jednotek izraelské armády. Počátkem 90. let 20. století byl v rámci Brigády Nachal vytvořen ještě další 934. prapor, který je tvořen elitními průzkumnými (Palsar), protitankovými (Palnat) a ženijně-pyrotechnickými (Palchan) jednotkami, využívanými často v protiteroristických operacích.